# Dorfstraße 30 (Groß Bartensleben)

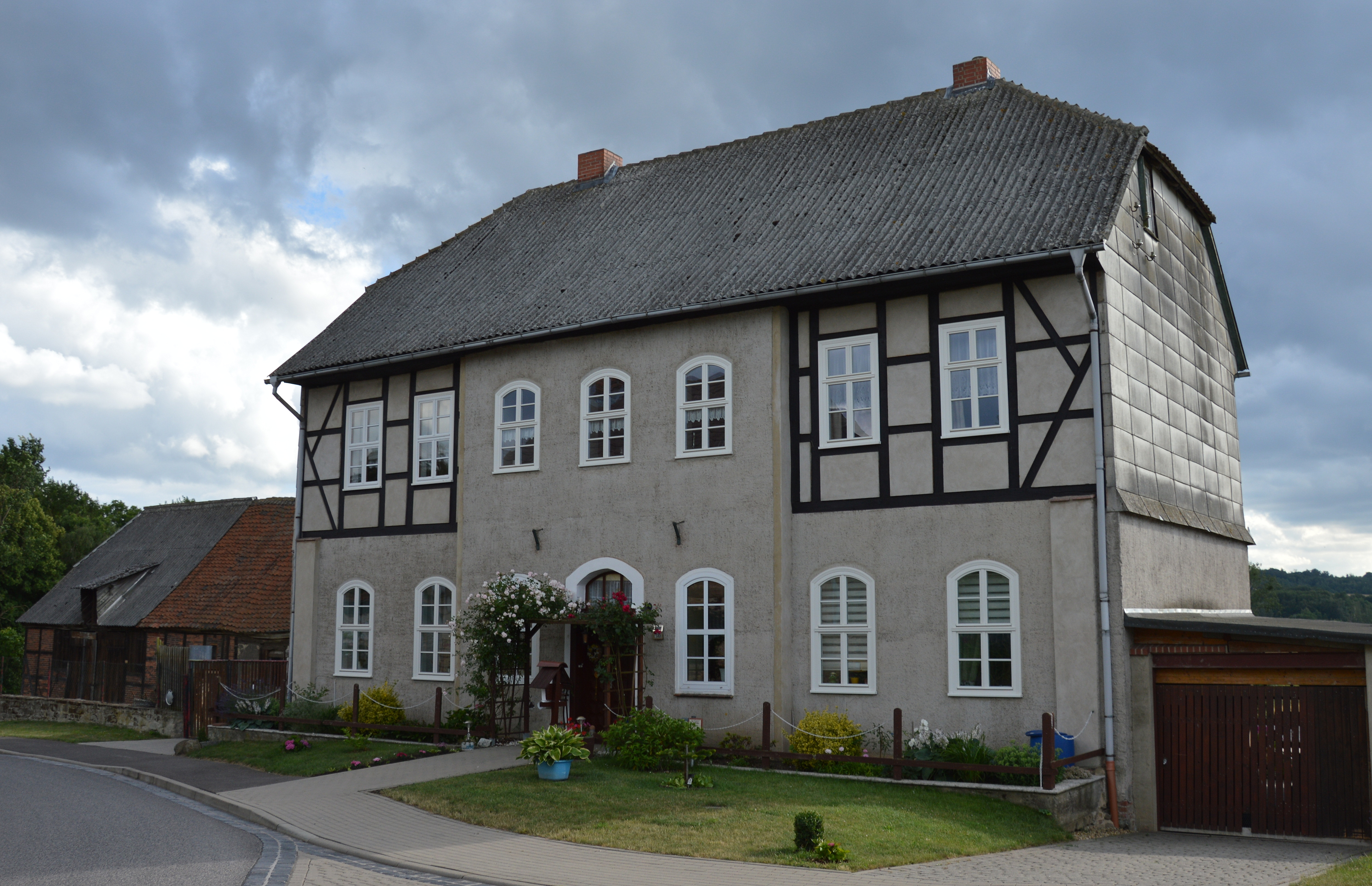
Dorfstraße 30

Die Dorfstraße 30 ist ein denkmalgeschützter Bauernhof im zur Gemeinde Erxleben in Sachsen-Anhalt gehörenden Dorf Groß Bartensleben.

## Lage
Es befindet sich auf der Westseite des Dorfes auf der westlichen Seite der hier abbiegenden Dorfstraße. Auf der gegenüber liegenden Straßenseite liegt das Pfarrhaus Groß Bartensleben.

## Architektur und Geschichte
Traufständig an der Straße steht das zweigeschossige Wohnhaus des Hofs. In seiner heutigen Form besteht der Hof seit dem späten 19. Jahrhundert, geht in seinem Kern jedoch auf noch frühere Zeiten zurück. Die mittleren drei Achsen der siebenachsigen Fassade treten als flacher Mittelrisalit hervor. Das obere Stockwerk ist in Fachwerkbauweise errichtet, bedeckt ist der Bau mit einem Krüppelwalmdach. Bemerkenswert sind die im Original erhaltenen Fenster (Stand 2005).
Zum Hof gehört ein einzeln stehender, ebenfalls als Fachwerkbau errichteter Stall.
Im örtlichen Denkmalverzeichnis ist der Bauernhof unter der Erfassungsnummer 094 84158 als Baudenkmal verzeichnet. Vermutlich versehentlich wird es dort als Kantorat bezeichnet.
Der Hof gilt als prägend für das Ortsbild.

### Katholische Kapelle
Nachdem sich im Zuge der Flucht und Vertreibung Deutscher aus Mittel- und Osteuropa 1945–1950 auch im seit der Reformation lutherischen Groß Bartensleben wieder Katholiken in größerer Zahl niedergelassen hatten, begann Erwin Wobbe, der Pfarrvikar der Pfarrvikarie St. Bernward (Sommerschenburg), noch Ende 1945 mit monatlichen katholischen Gottesdiensten in der Gutskirche Groß Bartensleben. Zum 1. September 1947 erfolgte die Gründung der zur Pfarrvikarie Sommerschenburg gehörenden Kuratie Groß Bartensleben, und Erzpriester Richard Kügele zog als katholischer Seelsorger nach Groß Bartensleben. Der Seelsorgebezirk Groß Bartensleben gehörte vorher teilweise zur Pfarrvikarie Sommerschenburg, teils auch zur Pfarrvikarie Weferlingen.
Im Obergeschoss des Gebäudes Dorfstraße 30 wurde eine römisch-katholische Kapelle eingerichtet,  die am 25. Dezember 1956 geweiht wurde. Nachdem sich im Laufe der Zeit in der DDR die Zahl der Katholiken wieder verringert hatte, wurde die Kapelle wieder aufgegeben und profaniert.